# Akhelaume
Akhelaume is een bestuurslaag in het regentschap Nias van de provincie Noord-Sumatra, Indonesië. Akhelaume telt 562 inwoners (volkstelling 2010).